# Šumavská hornatina
Šumavská hornatina (německy Böhmerwald-Hochland) je geomorfologická oblast na jihu Šumavské subprovincie. Rozkládá se v jihozápadních Čechách, severovýchodním Bavorsku a v severním Rakousku. Kromě nejvyšších partií Šumavy zahrnuje rovněž Novohradské hory a rozsáhlé vrchoviny a pahorkatiny v podhůří. Nejvyšším bodem je Großer Arber (Velký Javor) v bavorské části Šumavy. Na českém území je to Plechý s 1378 m.
Na německém (bavorském) území se částečně překrývá s oblastí Oberpfälzisch-Bayerischer Wald, která je vymezena v rámci geomorfologického členění Německa.

## Členění
Podle českého členění se Šumavská hornatina dělí na 4 geomorfologické celky:
- Šumava (Böhmerwald, Hinterer Bayerischer Wald)
- Šumavské podhůří
- Novohradské hory (Gratzener Bergland)
- Novohradské podhůří

Podle německého členění se odpovídající díl Oberpfälzisch-Bayerischer Waldu dělí takto:
- 403 Hinterer Bayerischer Wald (Zadní Bavorský les, tedy německá část Šumavy)
- 404 Regensenke (Řezenská sníženina)
- 405 Vorderer Bayerischer Wald (Přední Bavorský les)
- 406 Falkensteiner Vorwald (Falkenštejnské podhůří)
- 407 Lallinger Winkel (Lallingský kout)
- 408 Passauer Abteiland und Neuburger Wald (Pasovské opatství a Neuburský les)
- 409 Wegscheider Hochfläche (Wegscheidská náhorní plošina) – nachází se u bavorsko-rakouských hranic

Podle rakouského členění se rakouská část Šumavské hornatiny dělí takto:
- Böhmerwald (BW, Šumava)
- Südliche Böhmerwaldausläufer (SBA, Jižní výběžky Šumavy)
- Zentralmühlviertler Hochland (ZMH, Středomühlviertelská vrchovina)
- Donauschlucht und Nebentäler (DSN, Soutěska Dunaje a boční údolí)
- Sauwald (SW, Sviní les)
- Südliche Mühlviertler Randlagen (SMR, Jižní okraje Mühlviertlu)
- Eferdinger Becken (EB, Eferdingská pánev)
- Linzer Feld (LF, Linecké pole)
- Leonfeldner Hochland (LH, Leonfeldenská vrchovina)
- Freiwald und Weinsberger Wald (FWW, Novohradské hory a Weinsberger Wald)
  - Freiwald
  - Weinsberger Wald
  - Ostrong
  - Jauerling
- Aist-Naarn-Kuppenland (ANK, Aistsko-naarnská vrchovina)

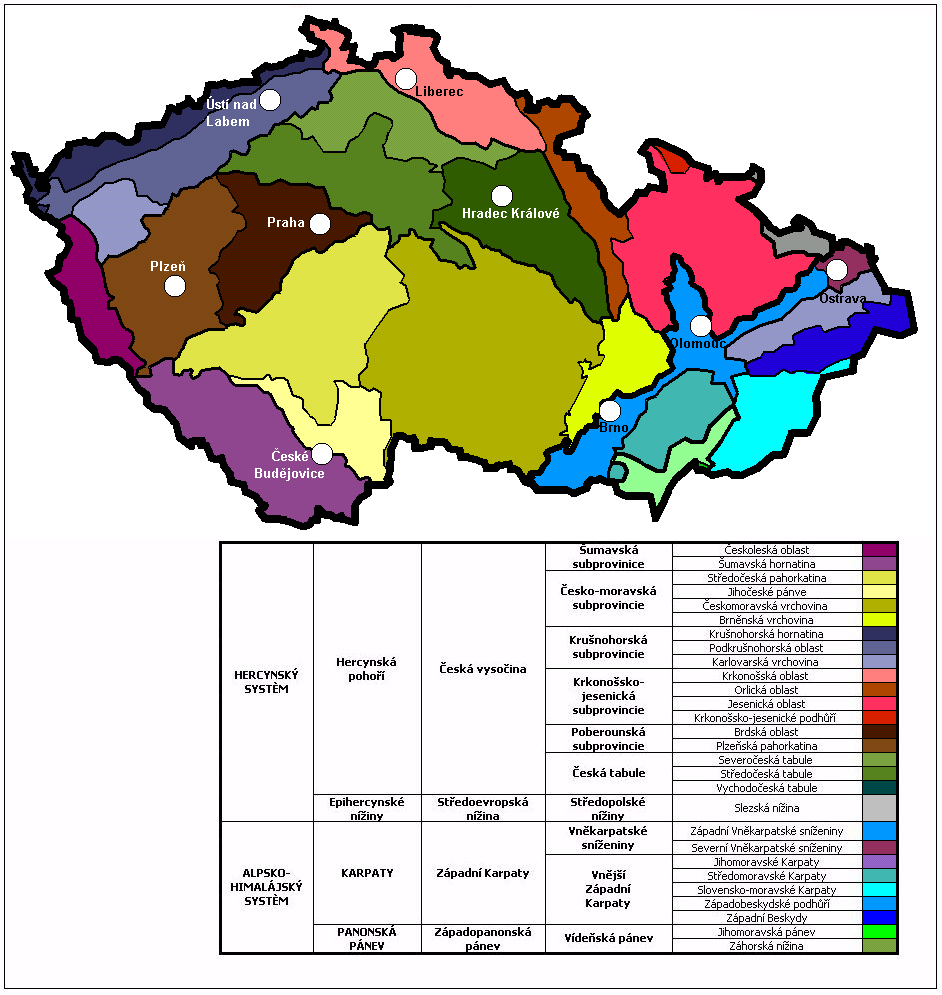
Geomorfologické členění Česka

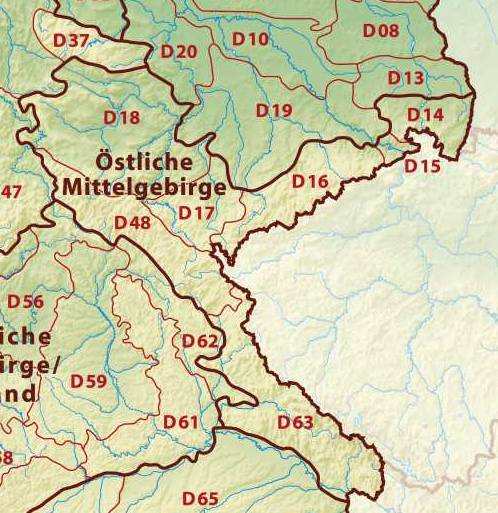
Geomorfologické členění Německa

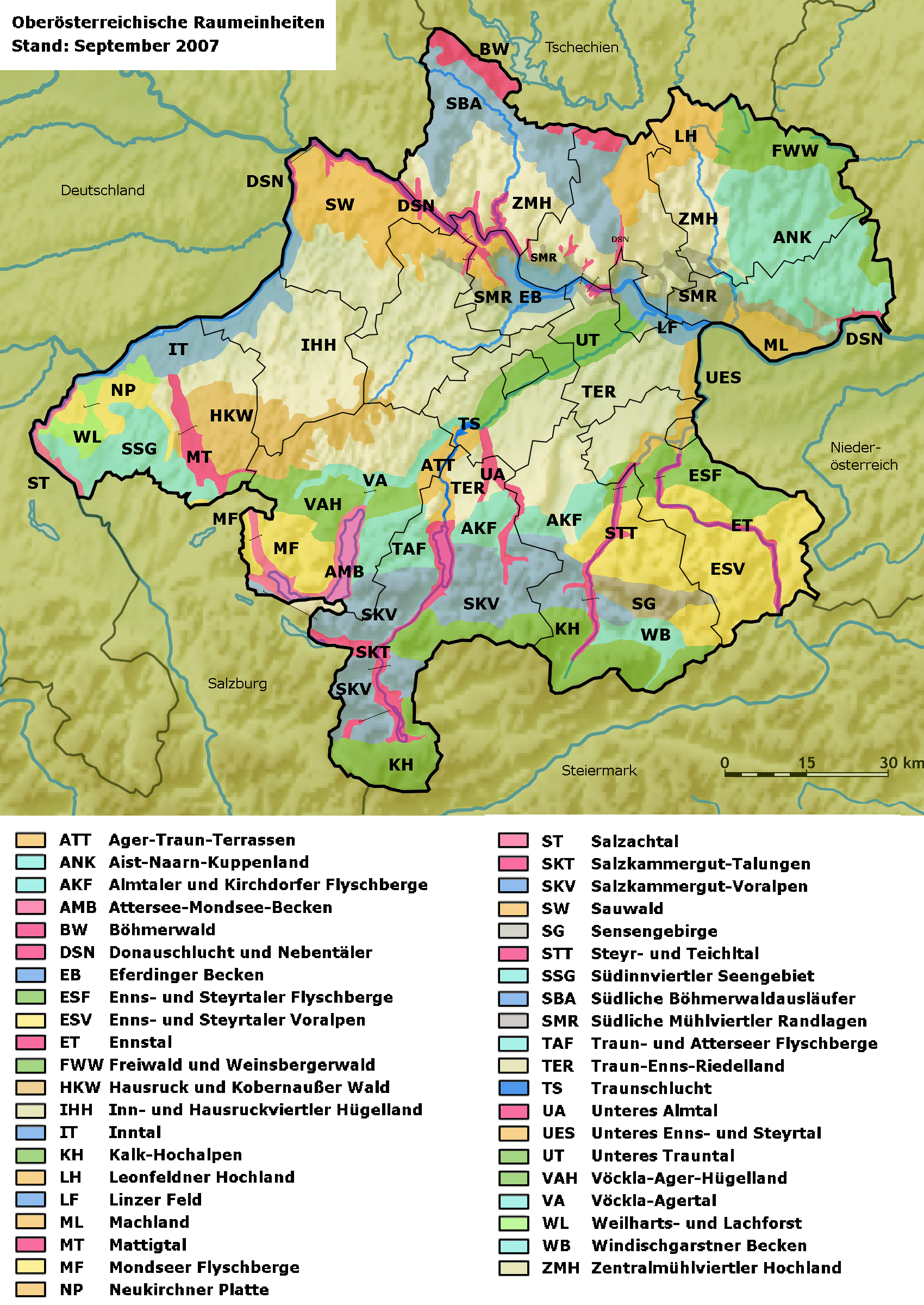
Geomorfologické členění Horního Rakouska